# Хаула, Эрик
Э́рик Ха́ула (фин. Erik Haula; род. 23 марта 1991 года в Пори, Финляндия) — профессиональный финский хоккеист. Игрок клуба «Нью-Джерси Девилз». Выступает на позиции центрального нападающего. Серебряный призёр чемпионата мира 2014 года в составе сборной Финляндии.

## Карьера

### Юниорская
Родился в финском городе Пори, где начал заниматься хоккеем в школе местного клуба Эссят. Сезон 2008/09 провёл в клубе школы Шаттак Сент-Мари, где в 49 матчах набрал 79 (24+55) очков. В марте 2009 года поступил в Миннесотский университет, а через 3 месяца, на драфте НХЛ 2009, был выбран в 7-м раунде под общим 182-м номером клубом «Миннесота Уайлд». В сезоне 2009/10 играл за «Омаху Лансерз» выступающей в Хоккейной лиге США. С 2010 по 2013 годы провёл три сезона за хоккейный клуб Миннесотского университета.

### Профессиональная
7 апреля 2013 года подписал контракт новичка с «Миннесотой Уайлд». Дебютировал в НХЛ 29 ноября 2013 года в матче против «Колорадо Эвеланш», в котором отметился результативной передачей и был признан третьей звездой матча. 9 декабря был отправлен «Миннесотой» в свой фарм-клуб из Американской хоккейной лиги (АХЛ) «Айову Уайлд». 18 января 2014 года снова вернулся в состав «Миннесоты», в этот же день забил свой первый гол в НХЛ в ворота «Даллас Старз». В плей-офф Кубка Стэнли 2014 провёл 13 матчей, в которых набрал 7 (4+3) очков.
После сезона 2014/15 Хаула стал ограниченно свободным агентом. «Миннесота» сделала игроку квалификационное предложение на сумму $775 тыс. в год, однако Хаула оспорил это предложение в арбитражном суде, который назначил ему зарплату в $1,2 млн за сезон. 2 августа 2015 года подписал 2-летний контракт с «Уайлд».
В сезоне 2015/16 тренеры сформировали звено из Эрика Хаулы, Джейсона Поминвилля и Нино Нидеррайтера, которое стало одним из самых эффективных в лиге. Всего Хаула провел в регулярном чемпионате 76 игр и набрал 34 (14+20) очков.
На драфте расширения 2017 года был выбран клубом «Вегас Голден Найтс». В дебютном сезоне за новый клуб провёл 76 матчей в которых набрал 55 (29+26) очков и вместе с «Вегасом» дошёл до финала Кубка Стэнли в котором его команда уступила «Вашингтон Кэпиталз» со счётом 1-4. Из-за травмы пропустил бо́льшую часть сезона 2018/19, в котором провёл всего 15 матчей.
27 июня 2019 года был обменян в «Каролину Харрикейнз». 24 февраля 2020 года вместе с одноклубником Лукасом Валльмарком перешёл во «Флориду Пантерз» в обмен на Винсента Трочека.
23 декабря 2020 года, в качестве неограниченно свободного агента, подписал однолетний контракт с «Нэшвилл Предаторз» на сумму $ 1,75 млн.
28 июля 2021 года , в качестве неограниченно свободного агента, подписал двухлетний контракт с «Бостон Брюинз» на общую сумму $ 4,75 млн.

### Международная
На международной арене представляет Финляндию. В составе юниорской сборной становился бронзовым призёром чемпионата мира 2009, а в составе взрослой сборной выигрывал серебро чемпионата мира 2014. Также включён в состав сборной Финляндии для участия в Кубке мира 2016.

## Статистика
| Легенда | Легенда                    | Легенда | Легенда                   | Легенда | Легенда    |
| ------- | -------------------------- | ------- | ------------------------- | ------- | ---------- |
| И       | Количество проведённых игр | Штр     | Штрафное время            | +/−     | Плюс-минус |
| Г       | Голы                       | П       | Голевые передачи          | О       | Очки       |
| -       | Статистика неизвестна      | —       | Статистика не учитывалась |         |            |